# Ель Фаррера
Ель Фаррера (лат. Picea farreri) — вид хвойных деревьев из рода елей (Picea), произрастающих на юго-западе Китая и на территории Мьянмы.
Вид назван в честь английского путешественника и коллекционера Реджинальда Фаррера, который исследовал природу Китая и Бирмы.

## Распространение
Ареал расположен в западных районах Китайской провинции Юньнань, в долине реки Салуин, и простирается на территорию Мьянмы.
Где селится на склонах прохладных и влажных известняковых гор, в климате с сильными муссонными дождями (2400—2700 мм). Морозостойкость от -12,1 ° C до -6,7 ° C.

## Ботаническое описание
Вечнозелёные деревья около 35 м высотой. Кора сероватая, чешуйчатая. Крона открытая, широко-конусовидная, сложенная раскидистыми и поникающими тонкими ветвями
Веточки 1-го и 2-го года от оливково-коричневого до бледно-оранжево-коричневого цвета, сначала опушенные, а затем опушенные. 
Иголки направлены вперед (но не прижаты) на верхней стороне веточек, слегка направлены вперед на нижней стороне, сине-зеленые с легким налетом, 1,8—2,3 см длиной, сплющенные,  покрытые белёсым воском на верхней поверхности, с 5—6 устьичными линиями на нижней поверхности, кончик иглы острый. Пыльцевые шишки конусно-цилиндрические, 2—2,5 см длиной и около 3 мм шириной. Семенные шишки практически сидячие, коричневатые, эллипсоидно-цилиндрической формы, размером 7—9,5 см на 3—4 см в открытом состоянии. Семенные чешуи яйцевидные и выпуклые, длиной 8—12 и 10—16 мм шириной, наружный край немного изогнутый, округлый. Семена около  16 мм длиной и 5 мм шириной, включая крыло. Крвло бледно-коричневое с неровным краем.

## Таксономия
Picea farreri C.N.Page & Rushforth Notes from the Royal Botanic Garden, Edinburgh 38(1): 130. 1980.
Предлагалось рассматривать данный вид в качестве разновидности ели китайской — Picea brachytyla var. farreri (C.N.Page & Rushforth) Eckenw. Conifers World 647. 2009. Обычно эта комбинация рассматривается в качестве синонима.